# لورا کانورا

لورا کانورا سانده (زاده 2 ژانویه 1957) خواننده و آهنگساز محبوب اروگوئه است. او یکی از مشهور ترین هنرمندان انفرادی خوان زن در اروگوئه به حساب میآید.

## زندگی

### اوایل پیشه
کانورا در مونته‌ویدئو از پدری به نام خوزه کوکو کانورا (پسر یک مهاجر گالیسیایی) و مادری به نام کارمن پوچا ساند به دنیا آمد. در سال ۱۹۷۸، تحصیلات خود را در رشته تئاتر در مدرسه بازیگران روبرتو فونتانا و نلی گویتینو به پایان رساند.
اندکی پس از فارغ‌التحصیلی، حضور او در کنسرواتوریو دل نوکلئو د استودیو موزیکال این فرصت را برایش فراهم کرد تا با چندین نوازنده آشنا شود. این آشنایی منجر به تشکیل گروه رامبو با همکاری آن نوازندگان شد.

### رامبو

#### آغازها
در اوایل سال ۱۹۷۹، ارتباط او با نوازندگان مائوریسیو اوبال، گونزالو موریرا، گوستاوو ریپا، میگل لوپز و کارلوس ویسنته آغاز شد که منجر به تأسیس گروه موسیقی رامبو (Rumbo) شد. آنها اولین اجرای خود را در تئاتر آسترال در ژوئن ۱۹۷۹ ارائه کردند.
اولین ضبط کامل آنها، با عنوان «Para abrir la noche»، توسط لیبل Ayuí / Tacuabé در سال ۱۹۸۰ منتشر شد. در سال‌های بعد، آنها دو آلبوم دیگر را که دیسکوگرافی آنها را تشکیل می‌دادند، منتشر کردند: «Sosteniendo la pared» در سال ۱۹۸۲ و «Otro tiempo» در سال ۱۹۸۳. این گروه علاوه بر انتشار آلبوم‌ها، اجراهای متعددی در اروگوئه و همچنین در بوئنوس آیرس، آرژانتین برگزار کرد.

#### عیسی تریستزا
در طول سال ۱۹۸۴ و به موازات فعالیتش در رامبو، کانورا (یکی از اعضای گروه) کار بر روی یک آلبوم انفرادی را آغاز کرد. این پروژه با تولید هنری خایمه روس (Jaime Roos) و همراهی موسیقایی گروه رپیکه (Repique)، متشکل از آندرس رکانیو، آلبرتو مانیونه، گوستاوو اچنیکه و کارلوس "بوکا" فریرا، انجام شد. این اثر در سال ۱۹۸۵ با انتشار اولین آلبوم انفرادی کانورا به نام عیسی تریستزا تکمیل شد.  

#### جدایی
در طول هشت سال فعالیت گروه، رامبو توسط دیکتاتوری نظامی-مدنی اروگوئه مورد انتقاد و سانسور قرار گرفت. این محدودیت‌ها به شکل لغو کنسرت‌ها و حذف بخش‌هایی از تیتراژ اولین آثارشان به دلیل ممنوعیت‌های اعمال‌شده بر نویسندگانی مانند ماریو بندتی، آدلا گلیجر و دیانا ریچس نمود پیدا کرد.
در سال ۱۹۸۷، گروه رامبو از هم پاشید و اعضای آن، از جمله مائوریسیو اوبال و کانورا، فعالیت‌های انفرادی خود را آغاز کردند. از اواسط ۱۹۸۷ تا ۱۹۸۸، کانورا بار دیگر فعالیت هنری خود را از سر گرفت و در کنار استبان کلیسیچ و مائوریسیو اوبال در دو سری اجرای زنده در مونته‌ویدئو حضور یافت که با استقبال گسترده‌ی مردم مواجه شد.  

### لاس تریس
در اواخر سال ۱۹۸۸، کانورا اجرای نمایش «Las Tres» را در کنار استلا مگنونه و ماریانا اینگولد (که مدت کوتاهی بعد جای خود را به فلاویا ریپا داد) آغاز کرد. «Las Tres» نمایشی بود که در La Barranca اجرا شد و در آن هر نوازنده، رپرتوار شخصی خود را با همراهی دو عضو دیگر گروه و همچنین سه نوازنده اضافی به اجرا گذاشت. آلبوم این نمایش در سال بعد منتشر شد و به سطحی از فروش دست یافت که جایزه صفحه طلایی را برای آن به ارمغان آورد.

### حرفه انفرادی
پس از موفقیت این برنامه، کانورا تصمیم گرفت کار انفرادی خود را آغاز کند و آلبوم «Esa Tristeza» را دوباره منتشر کند. این آلبوم که پیش‌تر توسط Repique عرضه شده بود، به دلیل عدم تعیین تاریخ انتشار رسمی، هرگز به صورت زنده اجرا نشده بود.
در سال‌های ۱۹۹۰ و ۱۹۹۱، این هنرمند اجراهای موفقیت‌آمیزی از این آلبوم را در چندین شهر اروگوئه، از جمله تئاتر Solís در مونته‌ویدئو، برگزار کرد. این آلبوم به‌سرعت در فهرست پرفروش‌ترین‌های کشور قرار گرفت و موفق به دریافت جایزه طلایی و پلاتینیوم شد. این دستاورد باعث شد کانورا اولین هنرمند زن در اروگوئه باشد که به چنین افتخاراتی دست می‌یابد. 

#### "Puedes oírme" (میتونی صدایم را بشنوی)
در اواخر سال ۱۹۹۱، او دومین آلبوم انفرادی خود با عنوان «Puedes Oírme» را با تهیه‌کنندگی خایمه روس منتشر کرد. این آلبوم ابتدا در قالب وینیل و کاست عرضه شد و کمی بعد به صورت سی‌دی نیز منتشر گردید که شامل اولین آلبوم انفرادی او هم بود. این سی‌دی نیز موفق به دریافت جایزه طلایی شد.
در سال ۱۹۹۲، کانورا با موزیک‌ویدئوی آهنگ «Detrás del Miedo» به نمایندگی از اروگوئه در اکسپوی سویا حضور یافت. همچنین در اواسط همان سال، او در برنامه «¡Y Vero América va!» به کارگردانی ورونیکا کاسترو (خواننده و بازیگر مکزیکی) به عنوان نماینده اروگوئه شرکت کرد.

#### Las cosas que aprendí en los discos (چیزهایی که در رکوردها یاد گرفتم)
در مارس ۱۹۹۳، در جشنواره فیلم و موسیقی شهر مونته‌ویدئو، موزیک‌ویدئوی آهنگ «Todo lo que quiero» جایزه اول را دریافت کرد. یکی دیگر از کلیپ‌های موفق او، «Nada vale más» از آلبوم «Las cosas que aprendí en los discos» بود که در سال قبل منتشر شده بود. موفقیت این موزیک‌ویدئوها باعث شد کانورا برای حضور در برنامه‌های بین‌المللی MTV دعوت شود
در ژوئن ۱۹۹۳، او در یادبود آمریکای لاتین در سن پابلو اجرا کرد و در پایان همان سال، جایزه فابینی برای بهترین خواننده پاپ در تئاتر Solís به او اهدا شد.

#### Locas pasiones (احساسات دیوانه کننده)
کانورا به همراه هوگو فاتوروسو، نمایش «Locas Pasiones» را در تئاتر Solís اجرا کردند. این اجرا به صورت زنده ضبط شد و بعداً به صورت سی‌دی منتشر گردید. این آلبوم شامل مجموعهای از بولروها و تانگوها بود که اولین تجربه خواننده در سبک تانگو محسوب میشد. 
پس از این اجرا، کانورا دعوت جدیدی دریافت کرد تا این بار در جشنواره OTI که در شهر والنسیا برگزار میشد، به نمایندگی از اروگوئه شرکت کند.

#### پیاف
در سال ۱۹۹۴ که اوج فعالیت هنری کانورا محسوب میشد، او مجموعهای از اجراها را همراه با ارکستر سمفونیک شهر مونته‌ویدئو به روی صحنه برد. در همین دوران، عمر وارلا (مدیر شرکت تئاتر ایتالیا فاوستا) به او پیشنهاد داد تا نقش اصلی نمایش موزیکال/تئاتری را که بر اساس کتاب پام جِمز (نویسنده انگلیسی) نوشته شده بود، بازی کند. این نمایش به زندگی ادیت پیاف (خواننده افسانهای فرانسوی) میپرداخت.
این نمایش با استقبال چشمگیر تماشاگران و منتقدان روبرو شد و موفقیت آن به حدی بود که در فصل بعدی نیز برای مدت طولانی‌تری به اجرا درآمد.

#### داخلی
در سال ۱۹۹۶، کانورا تمام تمرکز خود را بر روی ضبط آلبوم جدیدش گذاشت. برای این پروژه، او از چندین هنرمند برجسته اروگوئه‌ای دعوت به همکاری کرد که پیش از این در برخی پروژه‌های مشترک با آنها کار کرده بود. این آلبوم، اولین باری بود که کانورا به عنوان آهنگساز نیز فعالیت میکرد.

## دیسکوگرافی

### آلبوم های استودیویی
- Para abrir la noche (with Rumbo. Ayuí / Tacuabé a/e26. 1980)
- Sosteniendo la pared (with Rumbo. Ayuí / Tacuabé a/e35. 1982)
- Esa tristeza (Orfeo SULP 90764. 1985)
- Otro tiempo (with Rumbo. Orfeo SULP 90788. 1985)
- Planetario (with Esteban Klisich. Ayuí / Tacuabé. 1989)
- Las tres (with Las tres. Orfeo 91011–4. 1989)
- Puedes oírme (Orfeo 91140–4. 1991)
- Las cosas que aprendí en los discos (Orfeo CDO 017–2. 1992)
- Locas pasiones (with Hugo Fattoruso. Orfeo CDO 052–2. 1994)
- Piaf (Orfeo CDO 087–2. 1995)
- Interior (Orfeo 91368–4. 1996)
- Pasajeros permanentes (Warner Music Group. 1998)
- Esencia (with Jorge Nocetti. Bizarro Records 2354–2. 2001)
- Mujeres como yo (Warner Music Group. 2001)
- Bolero (Warner Music Group. 2003)
- Esencia / Dos (with Jorge Nocetti and Sebastián Larrosa. Bizarro Records. 2005)
- Canoura canta el tango (Bizarro Records. 2007)
- Las canciones de Piaf (Bizarro Records. 2009)
- Un amor del bueno (Bizarro Records. 2010)
- CANOURA Colección histórica (Bizarro Records. 2011)

### آلبوم های جمعی
- Tiempo de cantar 2 (with Rumbo. Ayuí / Tacuabé a/e23. 1980)
- A redoblar (with Rumbo. Ayuí / Tacuabé a/e33. 1982)
- Adempu canta vol. I (with Rumbo. RCA. 1984)
- 7 Solistas (Ayuí / Tacuabé a/e72k. 1988)
- La Barraca en vivo (Orfeo 91050–4. 1990)
- Marinero en tierra (Warner Music Group. 1998)
- Cerro Alegre (Warner Music Group. 1999)
- Sabor a ti (Warner Music Group. 1999)
- Entre dos (Warner Music Group. 2003)

### همکاری ها
- Pájaros (Rubén Olivera) (Ayuí / Tacuabé. 1981)
- De puerta en puerta (Washington Carrasco and Cristina Fernández) (RCA. 1981)
- Mediocampo (Jaime Roos) (Orfeo. 1984)
- Credenciales (Fernando Yañez) (Orfeo. 1985)
- Como el clavel del aire (Mauricio Ubal. Ayuí / Tacuabé. 1989)
- Estamos rodeados (Jaime Roos. Orfeo. 1991)
- Concierto por la vida (Rubén Rada. Orfeo. 1994)
- Javier Silvera (Javier Silvera. Warner Music Group. 2004)
- Omar (Omar. Bizarro Records. 2004)

### بازنشرها و انتشارهای مجدد
- Puedes oirme / Esa tristeza (disc containing her first solo works. Orfeo CDO 008–2. 1991)
- Para abrir la noche (with Rumbo. Ayuí / Tacuabé pd 2001. 1999)
- Rumbo (con Rumbo. Double disc containing the three LPs of the group and collective participations. Ayuí / Tacuabé ae229-230cde. 2003)
- Mujeres como yo (launched for Spain with two bonus tracks. 2003)
- Veinticinco (Bizarro Records. 2004)
- Las canciones de Piaf (re-edition of the disc "Piaf" which includes new themes. Bizarro Records. 2009)

## لینک های خارجی
وبگاه رسمی